# Salas Bajas
Salas Bajas (aragónul Salas Baixas) település Spanyolországban, Huesca tartományban. Salas Bajas Hoz y Costean, Barbastro, Castillazuelo és Salas Altas községekkel határos. Lakosainak száma 180 fő (2024).

## Népesség
A település népessége az utóbbi években az alábbiak szerint változott:
| Lakosok száma | 151  | 156  | 144  | 136  | 138  | 161  | 171  | 175  | 190  | 180  |
|               | 2001 | 2004 | 2007 | 2009 | 2012 | 2014 | 2017 | 2019 | 2022 | 2024 |